# Ольжин острів
Ольжин острів (Ольгин острів) — один з дніпровських островів, розташований в південній частині Києва. Разом з островом Козачий входить до загальнозоологічного заказника місцевого значення «Острови Козачий та Ольжин», який є частиною регіонального ландшафтного парку  «Дніпровські острови».

## Природа
Ольжин острів є річковим заплавним островом зі збереженою в природному стані заплавною екосистемою, характерною для середньої течії Дніпра з унікальними природними елементами. Острів є типовим останцем борової тераси з сухими піщаними екотопами та окремими зниженими болотистими ділянками.
Більшу частину острова займають піднесені ділянки з піщаними луками. На більш сухих ділянках домінує куничник наземний. В деяких місцях домінує кипець сизий. Типові види на піщаних луках: щавель горобиний, пижмо звичайне, очиток шестирядний, очиток їдкий та очиток пурпуровий, гвоздика Борбаша, полин-нехворощ, холодок лікарський, холодок багатолистий.
Піщані луки нижчого рівня. Тут у травостої переважає куничник наземний. Серед лучних видів тут келерія Делявіня, деревій заплавний, підмаренник здутоплодий, конюшина рівнинна, конюшина альпійська.
На зболочених зниженнях переважають угруповання лепешняка великого.
Куртини і смуги рогозу широколистого та угруповання осоки омської трапляються в найглибших місцях знижень.
Серед болотних угруповань: хвощ лучний, чистець болотяний, вовконіг європейський, очеретянка, самосил часниковий (росте на західній межі ареалу).
На Ольжиному острові фрагментарно трапляються і лісові ділянки. Характерні групи дерев: осокори, на підвищених місцях — сосни. В деяких місцях домінують чагарникові верби, переважно верба попеляста, і аморфи.

## Представники Червоних книг
Види, що підлягають захисту:
- Жовтозілля дніпровське — Senecio borysthenicus (Європейський Червоний список)
- Сальвінія плаваюча — Salvinia natans (Види Бернської ковенції, Червона книга України)
- Зозульки м'ясо-червоні — Dactylorhiza incarnata (Червона книга України)
- Водяний горіх — Trapa natans (Червона книга України)
- Альдрованда пухирчаста — Aldrovanda vesiculosa (Червона книга України)

## Рекреація
Впродовж багатьох років на острові працює літній дитячий наметовий табір. На острів організовують цікаві водні походи.

## Кліматограма
| Кліматограма Ольжин острів                                                    | Кліматограма Ольжин острів | Кліматограма Ольжин острів | Кліматограма Ольжин острів | Кліматограма Ольжин острів | Кліматограма Ольжин острів | Кліматограма Ольжин острів | Кліматограма Ольжин острів | Кліматограма Ольжин острів | Кліматограма Ольжин острів | Кліматограма Ольжин острів | Кліматограма Ольжин острів |
| ----------------------------------------------------------------------------- | -------------------------- | -------------------------- | -------------------------- | -------------------------- | -------------------------- | -------------------------- | -------------------------- | -------------------------- | -------------------------- | -------------------------- | -------------------------- |
| С                                                                             | Л                          | Б                          | К                          | Т                          | Ч                          | Л                          | С                          | В                          | Ж                          | Л                          | Г                          |
| 0 −8 −10                                                                      | 0 −2 −9                    | 0 5 −4                     | 0 15 4                     | 0 21 12                    | 0 23 15                    | 0 25 18                    | 0 24 16                    | 0 20 10                    | 0 14 5                     | 0 5 −2                     | 0 −7 −8                    |
| Середня макс. і мін. температури повітря (°C) Атмосферні опади (мм), Джерело: |                            |                            |                            |                            |                            |                            |                            |                            |                            |                            |                            |